# Deraeocoris aphidiphagus
Deraeocoris aphidiphagus är en insektsart som beskrevs av Knight 1921. Deraeocoris aphidiphagus ingår i släktet Deraeocoris och familjen ängsskinnbaggar. Inga underarter finns listade i Catalogue of Life.